# Janusz Marchwiński
Janusz Marchwiński (ur. 24 kwietnia 1948 w Łodzi) – polski aktor, dziennikarz, działacz społeczny, przedsiębiorca i mecenas sztuki, dziennikarz Rozgłośni Polskiej Radia Wolna Europa.

## Życiorys
W 1966 zdał egzamin do łódzkiej szkoły filmowej. Opiekunem jego roku był Adam Daniewicz, dziekanem Maria Kaniewska. Studiował na wydziale aktorskim PWSFTviT w Łodzi.
W 1969 opuścił Polskę w wyniku tzw. wydarzeń marcowych. Od 1970 do 1994 pracował jako spiker, a później dziennikarz w Rozgłośni Polskiej Radia Wolna Europa w Monachium. Prowadził cykle popularnych audycji Panorama Dnia. Pisał także słuchowiska i audycje literackie i historyczne. Równolegle, utworzył teatralną agencję impresaryjną i producencką Maverick Entertainments.
Był autorem scenariusza i reżyserem uroczystości pożegnania pracowników Rozgłośni Polskiej RWE ze słuchaczami, która odbyła się 20 czerwca 1994 w auli Uniwersytetu im. Adama Mickiewicza w Poznaniu, z udziałem Prezydenta RP Lecha Wałęsy i Jana Nowaka-Jeziorańskiego oraz kilkudziesięciu pracowników RP RWE. Otrzymał w tym czasie list prezydenta USA Billa Clintona, skierowany do wszystkich odchodzących wówczas z RWE pracowników. 
Po zakończeniu misji RWE przeniósł się do Kolonii, gdzie nawiązał współpracę z telewizją ARD, jak również polskojęzycznymi programami radia niemieckiego. Był współtwórcą i pierwszym przewodniczącym Polskiej Rady w Niemczech (Bundesverband) – Zrzeszenia Federalnego, która reprezentowała społeczność polonijną wobec rządu RFN. Razem z Aliną Grabowską założył Porozumienie Niemiecko-Polskie imienia Mieroszewskiego. W Teatrze Narodowym w Mannheim wyreżyserował sztukę Macieja Wojtyszki, swojego kolegi z roku, zatytułowaną Księżniczka Bleutka.
W 1996 powrócił z emigracji i osiadł w Krakowie. Zainteresował się teatrem tańca spod znaku Piny Bausch, tworząc wraz z przyjaciółmi zespół uprawiający ten rodzaj sztuki. Kiedy w Krakowie organizowano Europejski Miesiąc Kultury, zaproponował jego organizatorom sprowadzenie z Niemiec trzech przedstawień.
W 2001 założył Cocon Music Club, pierwszy i przez szereg lat największy klub gejowski w Krakowie i jeden z pierwszych klubów LGBT w Polsce, który działał do 2019. W 2006 roku współtworzył jako mecenas generalny powstanie Teatru Nowego i wszedł w skład jego zespołu. Wystąpił na jego deskach m.in. w głównej roli w spektaklu Lubiewo, adaptacji powieści Michała Witkowskiego.
W 2016 był pomysłodawcą i założycielem Kawiarni Literackiej, działającej przy Teatrze Nowym w Krakowie.
W 2002 i w 2003 był członkiem jury oceniającego prace w konkursie o Nagrodę Tęczowego Pióra.

### Życie prywatne
Jego matka była Żydówką, po II wojnie światowej zmieniła imię z Ester na Elżbieta, by ukryć żydowskie pochodzenie. Ojciec pochodził z chłopskiej rodziny spod Płocka. Brat Władysław ukończył konserwatorium i został skrzypkiem.

## Teatr

### Role aktorskie
- Gniew dzieci (reż. Piotr Sieklucki, Teatr Nowy w Krakowie, 2012)
- Lubiewo: Ciotowski bicz (reż. Piotr Sieklucki, Teatr Nowy w Krakowie, 2013) jako Patrycja
- Tu Wolna Europa (reż. Piotr Sieklucki, Teatr Nowy w Krakowie, 2014); również scenariusz
- W najpiękniejszym mieście świata (reż. Piotr Sieklucki, Teatr Nowy w Krakowie, 2018)
- Król Maciuś Pierwszy (reż. Piotr Sieklucki, Teatr Nowy w Krakowie, 2019)

### Reżyseria
- Wężowisko (Teatr Nowy w Krakowie, 2014)
- My z ZMP – komunistyczna rewia (Teatr Nowy w Krakowie, 2015); również scenariusz

## Odznaczenia
Order Odrodzenia Polski Polonia Restituta. W 2014 odznaczony przez prezydenta Krakowa, Jacka Majchrowskiego, odznaką Honoris Gratia.